# Santuário de N. Sra. da Aparecida
O Santuário de Nossa Senhora Aparecida (ou Santuário da Aparecida) é um santuário mariano localizado em Balugães, freguesia situada no Município de Barcelos, no norte de Portugal.
Trata-se de um local de peregrinação cristã e devoção católica, enraizada nas aparições de Nossa Senhora ao pastor João Alves em 1702 – tratando-se, assim, das primeiras aparições marianas oficialmente reconhecidas pela igreja católica em Portugal.
Todos os anos, a 15 de agosto, acorrem em peregrinação a este templo milhares de fiéis, principalmente das cerca de 30 paróquias circundantes de Balugães.

## História
As origens do santuário datam ao ano de 1702 e às aparições de Nossa Senhora um jovem pastor chamado João Alves. Cumprindo a vontade expressa por Nossa Senhora nas aparições, André Alves, pai do vidente João e pedreiro de profissão, ergueu naquele local, por volta de 1704, uma pequena ermida em homenagem à Nossa Senhora Aparecida, contando com as esmolas oferecidas pelos populares para tal empreendimento.
Nesta primitiva ermida, colocou-se uma pequena imagem de Nossa Senhora com cerca de dois palmos, mandada fazer por uma devota bracarense. À medida que as aparições ganhavam popularidade junto dos devotos da região, e com um crescente número de peregrinos a rumar à ermida, cresceram também as esmolas. Nesta altura, uma barcelense por nome Dona Antónia, julgando que a imagem era muito pequena, mandou fazer no Porto outra imagem de madeira esculpida, ricamente estofada, com quatro palmos de altura, a qual foi colocada a 1 de novembro de 1704 na mesma ermida.
Espalhando-se a fama das aparições e relatos de milagres subsequentes atribuídos a Senhora Aparecida, estes chegaram à atenção do Arcebispo Primaz de Braga, D. Rodrigo de Moura Teles que, examinando pessoalmente os factos ocorridos, atestou a veracidade dos mesmos, tendo nomeado João Alves como Ermitão da Senhora Aparecida, título que surge no assento de óbito do mesmo, falecido a 25 de setembro de 1710, em Balugães, e sepultado no interior da ermida. Nesta mesma visita, os devotos pediram a construção de um templo maior, que foi mandado edificar pelo mesmo D. Rodrigo de Moura Teles, utilizando para tal as esmolas dos devotos e muita pedra recolhida pelos mesmos.
Em 1712, Frei Agostinho de Santa Maria, religioso do convento de Évora e, mais tarde, do Convento da Boa Hora em Lisboa, dá a conhecer as aparições no tomo quarto da sua obra "Santuário Mariano". Chegando notícia das aparições à corte do rei D. Pedro II, este mandou fazer uma coroa de prata para a imagem da Senhora Aparecida.
A construção do templo iniciou em 1707 e conclui-se em 1720. Em 1927, o templo tornou-se a igreja paroquial de Balugães.
A 9 de maio de 1962, constituiu-se a Confraria de Nossa Senhora Aparecida.

## Aparições de 1702
Segundo a Igreja Católica, datam de agosto de 1702 várias aparições de Nossa Senhora a João Alves, também conhecido como "João Mudo", um simples pastor nascido por volta de outubro de 1682, conforme o seu registo de batismo, datado de 7 de outubro de 1682. Na altura com dezanove anos, João Alves é descrito como um "cândido e simples moço" que "não sabia benzer-se nem rezar o Padre Nosso". Nas Memórias Paroquiais de 1758, o pároco de Balugães descreve-o como tendo sido mudo, ou pouco inteligível.
Segundo relatos da época, a primeira aparição teria acontecido no topo de um penedo no monte de Castro de Balugães "numa tarde cálida de Agosto", enquanto o jovem João guardava o seu rebanho. No momento da aparição, João curou-se da sua mudez e tornou-se inteligível. Nesta primeira manifestação, a Senhora pediu-lhe que João mandasse a seu pai, André Alves, erguer naquele local uma ermida. Não acreditando nas palavras do seu simples filho por não o julgar capaz e merecedor de tal manifestação, André Alves não lhe deu crédito.
Desolado, João recorre novamente à Senhor Aparecida, que o consola, garantindo que teria sucesso nesta sua embaixada.
Pouco depois, estando André Alves a trabalhar numa obra, veio o seu filho João carregando um cântaro com água ao ombro. Ao atravessar uma ponte muito alta, João caiu aparatosamente, porém sem se magoar. Espantosamente, no decorrer desta queda, o dito cântaro continuou assente no ombro de João, sem ter vertido uma única gota de água. Assistindo o seu pai e muitos outros presentes a este estupendo acontecimento, e recordando-se do pedido do seu filho, dirigiu-se com o mesmo ao local da aparição, tendo experenciado um "celestial e milagroso" cheiro, exalado do penedo sobre o qual a Senhora teria aparecido. Inspirado por tal acontecimento, André Alves iniciou a construção de uma pequena ermida, com esmolas que se pediram para este empreendimento.
Curado do seu mutismo, João foi nomeado Ermitão de Nossa Senhora Aparecida por Rodrigo de Moura Teles, cargo que exerceu até à sua morte em 1710.

## Santuário
O complexo do santuário é composto pela capela erguida no local das aparições e pelo templo inaugurado em 1720, que hoje serve de igreja paroquial de Balugães, estando este situado em frente da capela.
O altar-Mor da igreja paroquial, com a Imagem da Senhora da Abadia, revestido a talha, sofreu obras de restauro em meados da década de 1980. No monte, em plano superior ao adro do Santuário, encontra-se a estátua de João Alves.